# Virgulinella
Virgulinella es un género de foraminífero bentónico de la familia Virgulinellidae, de la superfamilia Fursenkoinoidea, del suborden Buliminina y del orden Buliminida. Su especie tipo es Virgulina pertusa. Su rango cronoestratigráfico abarca desde el Mioceno hasta la Actualidad.

## Discusión
Clasificaciones previas incluían Virgulinella en el suborden Rotaliina del orden Rotaliida.

## Clasificación
Virgulinella incluye a las siguientes especies:
- Virgulinella fragilis
- Virgulinella gunteri
- Virgulinella karagiensis
- Virgulinella lunata
- Virgulinella miocenica
- Virgulinella ossamagnifica
- Virgulinella pertusa

Otras especies consideradas en Virgulinella son:
- Virgulinella curta, considerado sinónimo posterior de Virgulinella fragilis
- Virgulinella peruensis, considerado sinónimo posterior de Virgulinella fragilis